# Hyperolius dintelmanni
Hyperolius tuberculatus dintelmanni es una subespecie de anfibios de la familia Hyperoliidae.
Es endémica de Camerún.
Su hábitat natural incluye montanos secos, ríos, marismas de agua dulce y corrientes intermitentes de agua dulce.
Está amenazada de extinción por la pérdida de su hábitat natural.